# 整列者 (クルアーン)
『整列者』とは、クルアーンにおける第37番目の章（スーラ）。182の節（アーヤ）からなる。